# 仙石久利
仙石 久利（せんごく ひさとし）は、但馬国出石藩7代藩主。出石藩仙石家10代。

## 生涯

### 仙石騒動
文政3年（1820年）2月23日、第5代藩主・仙石久道の十二男として出石で生まれる。
文政7年（1824年）5月に異母兄で第6代藩主の政美が死去した。政美には嗣子が無かったため、隠居していた父・久道は後継者の選定会議を江戸で開いたが、この会議の際に家老の仙石久寿（左京）が10歳になる息子の小太郎を連れて出府した。そして選定会議で久道の末子である久利が後継者と決まり、幕府に養子届けを出して7月13日に受理され、8月6日に家督を継いだ。ただし、幼少のために久道が後見人となった。ところが左京が自分の息子を連れて出府したのに対し、左京の政敵である仙石久恒（造酒）が「我が子を藩主に立てて主家を乗っ取るつもりだ」と久道に訴え、その結果として文政8年（1825年）に左京は家老職を罷免されて失脚した。こうして造酒が藩の実権を握ったが、造酒は質素倹約だけの財政政策しか打ち出せず、藩財政が窮乏する出石藩の再建はならなかった。このため、久道は造酒を解任し、再び左京を取り立てた。このことがよほどショックだったようであり、造酒はほどなくして病死する。
政敵のいなくなった左京は、以前の重商主義政策に加えて、厳しい倹約や運上（営業税）の取り立て強化などを行なった。特に面扶持という政策は、扶持米を家族1人に1石8斗を支給するだけという厳しいものだったため、藩士の反発を買うことになる。そして天保2年（1831年）に入ると、左京の息子・小太郎が老中首座・松平康任の姪を正室に迎えたため、左京に反発する酒匂清兵衛（造酒の実弟）らが久道に「左京は主家を横領している」と訴えた。しかし、久道はこの訴えを却下し、逆に酒匂らは蟄居に追い込んだ。さらに勝手役の家老・河野瀬兵衛が首謀者であるとして、追放した。
追放された河野は江戸詰の仙石家の家臣・神谷転と手を結んで、幕閣や仙石家の分家に左京の非を訴えた。これに対して左京は、江戸南町奉行の筒井政憲に河野と神谷の捕縛を依頼し、河野を捕らえて天保6年（1835年）に死罪に処した。しかし神谷は機転を利かし、捕縛される直前に友鷲と号して虚無僧になっていたため、仙石家に引き渡されることがなく慰留された。このため、事件は町奉行から寺社奉行である脇坂安董と部下の川路聖謨が担当することとなった。
安董は事件の調査をしていくうちに、老中首座の松平康任までもが関わっていることがわかった。ここで事件を表沙汰にすれば、康任を失脚させて自分がいずれは幕府の権力者になることができると考えた安董は、天保6年（1835年）9月に評定所で吟味を開始した。そして12月に出た採決の結果、左京に罪があるとして左京は獄門、小太郎は遠島、その側近や用人は死罪、そして藩主である久利も「家政不取締り」を理由にされて5万8000石の所領を3万石に減らされた。老中の松平康任は強制隠居・謹慎となった。これがいわゆる仙石騒動であり、松平を罷免した脇坂は天保8年（1837年）に老中に任じられている。

### 第2次仙石騒動
仙石騒動の後、藩政は造酒の流れを汲む守旧派の荒木玄蕃が行なった。しかし、政治能力に乏しい荒木では藩財政再建はならず、久利は天保10年（1839年）に解任し、以後は自らが親政する形をとった。ところが久利は、造酒の弟・酒匂清兵衛を重用して藩政改革を行なうようになる。これが先の騒動で追放された桜井一太郎には不満であり、この桜井から久利が酒匂を重用していることを幕閣に訴えられた。幕府としては、先の騒動に関連のある人物を重用するということは、自分たちの採決をないがしろにしているということになる。このため天保14年（1843年）8月、幕府は再び久利に対して酒匂の切腹などを命じた。そして久利の後見人として幕府は、先の桜井一太郎と堀新九郎を勘定奉行・家老として送り込んだ。つまり幕府は、幕府と深い繋がりのある2人を出石藩の中枢に送り込むことで、久利を幕府の意向による傀儡藩主に仕立て上げたのである。
藩政の実権を掌握した新九郎は藩財政の再建を目指し、嘉永4年（1851年）には村替えにより実質的に2500石の加増となった。この政治手腕を讃えられて、新九郎は家禄を倍増の500石とされ、中興の忠臣と讃えられた。しかし幕府の後ろ盾を持って藩政を仕切る新九郎のことを、久利も家臣団も快く思わなかった。嘉永7年（1854年）4月には多田弥太郎が新九郎の専横を糾弾したが、久利は多田を入牢に処した。しかし幕末の動乱で幕府の影響力が弱まったのを見た久利は、文久2年（1862年）12月に甥で養子の政固と手を結んで新九郎を切腹に処したのである。そして藩論を尊王派で統一した。

### その後
その後、久利は戊辰戦争では新政府に恭順した。明治2年（1869年）6月の版籍奉還により、出石藩知事に任じられたが、明治3年（1870年）1月28日には家督を養子の政固に譲って隠居した。明治9年（1876年）に東京へ移った。
明治30年（1897年）6月6日に死去。享年78。

## 栄典・授章・授賞
- 1894年（明治27年）6月30日 - 正四位[1]

## 系譜
- 父：仙石久道（1774年 - 1834年）
- 母：積善院 - 杉本氏
- 養父：仙石政美（1797年 - 1824年）
- 正室：正子 - 法蓮院、安藤信由の娘
- 生母不明の子女
  - 長男：仙石久成
- 養子
  - 男子：仙石政固（1844年 - 1917年） - 土岐政賢の長男